# Cliburn
Cliburn eller Cleburn eller Cleyburn är en by i (village) och en civil parish i Cumbria i nordvästra England. Orten hade 204 invånare år 2001. Den har en kyrka. Den har 7 kulturmärkta byggnader.